# 아시아의 네 마리 용

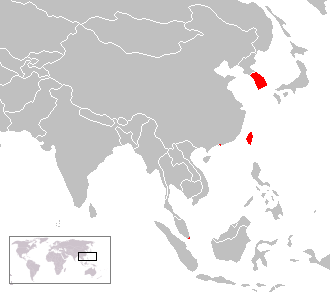
아시아의 네 마리 용

서울특별시, 대한민국의 수도

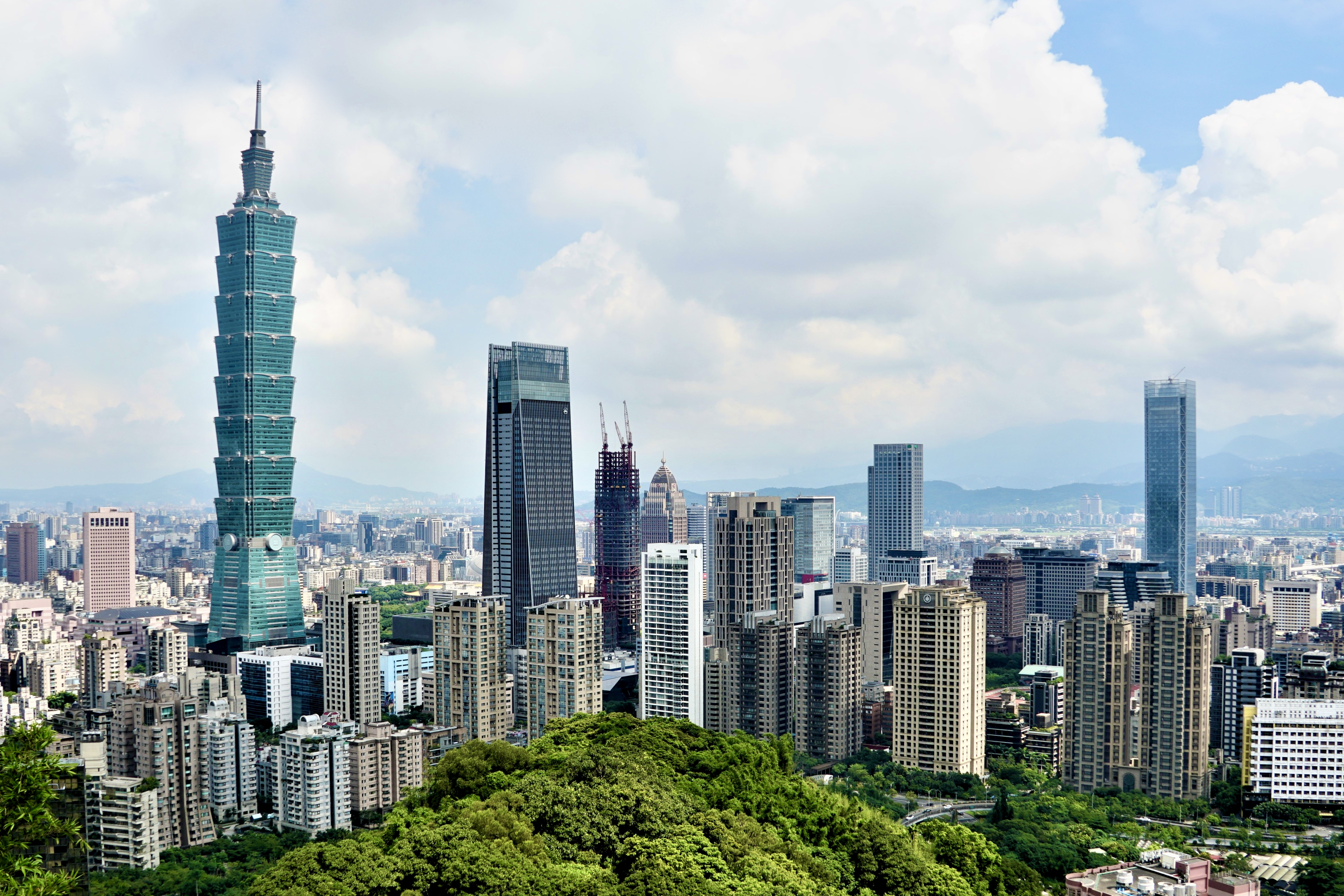
타이베이시, 대만의 수도

아시아의 네 마리 용(영어: Four Asian Dragons) 또는 아시아의 네 호랑이(영어: Four Asian Tigers)는 아시아에서 일본에 이어 근대화에 성공하고, 제2차 세계 대전 이후 경제가 급속도로 성장한 동아시아의 네 국가 및 지역에 해당하는 대한민국, 대만, 싱가포르, 홍콩을 일컫는 말이다. 2024년 기준 대한민국의 국내총생산은 나머지 세 국가 및 지역의 총합보다 크다.

## 설명
아시아의 네 마리 용은 대한민국, 대만, 싱가포르, 홍콩을 지칭한다. 이들은 모두 과거 제국주의 열강의 통치를 받았으나, 열강으로부터 해방된 이후, 고도의 경제적 성장과 번영을 이루었다. 20세기 중후반 용어가 처음 나온 당시에는, 아시아의 네 마리 용에 해당하는 국가 및 지역들은 공업 국가 및 지역으로 중진국 수준이었으나, 그 후에도 지속적인 빠른 경제성장을 통해 21세기 현재 대한민국은 선진국으로 평가된다. 2019년을 기준으로 홍콩과 싱가포르의 경우 1인당 GDP(명목)가 49,000달러 이상 되는 국제적인 금융허브도시이자 도시국가가 되었고, 대만은 제조업에서 그 나름의 경쟁력을 갖췄다. 무엇보다도 대한민국은 4룡 중 유일하게 G20(주요 20개국) 및 OECD의 일원으로 2019년 기준 GDP(명목) 세계 9위, 1인당 GDP(명목) 세계 27위 (31,430달러), 1인당 국민소득(GNI) 세계 26위 (33,720달러), 1인당 GDP(PPP) 세계 30위 (44,740달러)에 달하는 경제대국으로 성장하였다.

## 경제 지표 및 인구
2019년 기준 수출입액, 1인당 국민총소득, 무역의존도, 국내총생산, 1인당 국내총생산, 인구, 출산율이다.
| 국가     | GDP (PPP) 백만$ | GDP (명목) 백만$ | 1인당 GDP (PPP) $ | 1인당 GDP (명목) $ | 1인당GNI (명목) $ | 무역규모 백만$ | 수출액 백만$ | 수입액 백만$ | 무역의존도 | 인구       | 출산율 |
| -------- | --------------- | ---------------- | ----------------- | ------------------ | ----------------- | -------------- | ------------ | ------------ | ---------- | ---------- | ------ |
| 대한민국 | 2,319,585       | 1,629,532        | 44,740            | 31,430             | 33,720            | 1,046,018      | 541,847      | 504,171      | 64.2%      | 51,709,098 | 1.29   |
| 대만     | 1,300,212       | 586,104          | 55,078            | 24,827             | 26,729            | 612,271        | 330,537      | 281,734      | 104.4%     | 23,603,121 | 1.14   |
| 싱가포르 | 585,055         | 362,818          | 103,717           | 65,627             | 59,590            | 747,701        | 388,450      | 359,251      | 206.1%     | 5,703,600  | 0.87   |
| 홍콩     | 490,880         | 372,989          | 64,928            | 49,334             | 50,840            | 1,114,590      | 535,807      | 578,783      | 299%       | 7,524,100  | 1.21   |

## 가입된 국제 기구 및 조직
| 국가     | G20 | OECD | APEC | EAS | ASEAN   |
| -------- | --- | ---- | ---- | --- | ------- |
| 대한민국 | ○   | ○    | ○    | ○   | ○ (APT) |
| 대만     | ×   | ×    | ○    | ×   | ×       |
| 싱가포르 | ×   | ×    | ○    | ○   | ○       |
| 홍콩     | ×   | ×    | ○    | ×   | ×       |

## 같이 보기
- 선진국